# Húnavatnshreppur
Húnavatnshreppur est une ancienne municipalité située au nord de l'Islande.

## Histoire
En mai 2022, Húnavatnshreppur et Blönduós fusionne pour constituer la nouvelle municipalité de Húnabyggð .